# Facidia fenestratum
Facidia fenestratum är en fjärilsart som beskrevs av Heinrich Benno Möschler 1888. Facidia fenestratum ingår i släktet Facidia och familjen nattflyn. Inga underarter finns listade i Catalogue of Life.